# O hrvatskim starim pjesnicima
O hrvatskim starim pjesnicima zbirka je studija hrvatskog književnog povjesničara Rafe Bogišića.

## Povijest
Knjiga je objavljena 1968. godine u nakladi Matice hrvatske. Donosi niz studija o djelima i životu hrvatskih književnika iz razdoblja starije hrvatske književnosti. Neke od studija prethodno su objavljene u časopisima.
Bogišić je za knjigu dobio Nagradu Ivan Goran Kovačić.

## Sadržaj
U knjizi su objavljene sljedeće studije:
- O nekim protivurječjima u starijoj hrvatskoj književnosti
- Marko Marulić i Ivan Mažuranić
- Antonio Brucioli i Dubrovčani
- Mitološka igra Mavra Vetranovića
- Pastoralni elementi u djelima Mavra Vetranovića
- Marin Držić - petrarkist
- O liku Grižule u "Plakiru" Marina Držića
- Pastorala Marina Držića
- Marin Držić i Martin Benetović
- Marin Držić - urotnik
- Tragom Držićeva groba
- Mustafina mati - jedan lik iz Gundulićeva "Osmana"
- Junije Palmotić
- Petar Kanavelić, pjesnik